# Ferdinand Bender
Pour les articles homonymes, voir Bender.
Ferdinand Bender (né le 24 octobre 1870 à Halver et mort le 26 octobre 1939 à Berlin-Bohnsdorf) est un anarchiste et plus tard député du Reichstag (SPD).

## Biographie
Jusqu'en 1897, l'anarchiste alors actif purge un total de 32 mois de prison. À Magdebourg, où il s'installe en 1897, il rompt ouvertement avec l'anarchisme et rejoint le SPD. À partir de la fin de 1901, il travaille pour le syndicat en tant que fonctionnaire de l'association des travailleurs du commerce, des transports et de la circulation en Allemagne. De 1912 à 1932 il est député et de 1919 à 1920 pour le SPD membre de l'Assemblée nationale de Weimar. Après la dissolution des syndicats en mai 1933, il est licencié et s'installe à Berlin-Bohnsdorf, où il meurt en 1939.